# Henny Schilder
Henny Schilder (Volendam, 4 september 1984) is een voormalig Nederlands profvoetballer die doorgaans als centrale verdediger speelde. Hij kwam zijn hele profloopbaan uit voor FC Volendam, waarmee hij in 2008 promoveerde naar de Eredivisie.

## Clubcarrière

### FC Volendam
Schilder werd geboren in Volendam op 4 september 1984 en schreef zich op jeugdige leeftijd in bij RKAV Volendam. FC Volendam had al snel gezien dat hij veel talent had, en zodoende maakte hij op jonge leeftijd al de overstap naar de jeugdopleiding van de betaald-voetbalclub. De verdediger doorliep de gehele jeugdopleiding en maakte zijn debuut in het eerste elftal op 8 september 2006, in de met 3-1 verloren uitwedstrijd tegen FC Eindhoven, waar hij na 66 minuten inviel voor Rowin van Zaanen. Schilder kwam in dat seizoen tot 18 optredens in de hoofdmacht.  
Sindsdien was hij een vaste waarde in de defensie van het andere oranje. Op 18 april 2008 vond het hoogtepunt van zijn carrière plaats, toen hij met FC Volendam kampioen van de Eerste divisie werd door op de laatste speeldag met 1-0 van ADO Den Haag te winnen. Helaas voor Schilder degradeerde Volendam een jaar later weer terug naar het tweede niveau. Wel scoorde Schilder in de Eredivisie zijn eerste doelpunt in het betaalde voetbal. Op 11 september 2015 speelde Schilder zijn 300e competitiewedstrijd namens FC Volendam. Die avond won het andere oranje met 3-0 van Jong PSV.
In december 2015 verlengde de inmiddels 31-jarige Schilder zijn contract bij FC Volendam tot medio 2018 met een optie voor nog een jaar. In maart 2018 kwam het nieuws naar buiten dat Schilder na het seizoen afscheid zou nemen van FC Volendam. Nadien kwam hij in het seizoen 2018/19 met RKAV Volendam uit in de Hoofdklasse A. 

## Clubstatistieken
| Seizoen         | Club            | Competitie      | Competitie | Competitie | KNVB beker | KNVB beker | Play-offs | Play-offs | Totaal | Totaal |
| Seizoen         | Club            | Competitie      | Wed.       | Dlp.       | Wed.       | Dlp.       | Wed.      | Dlp.      | Wed.   | Dlp.   |
| --------------- | --------------- | --------------- | ---------- | ---------- | ---------- | ---------- | --------- | --------- | ------ | ------ |
| 2005/06         | FC Volendam     | Eerste divisie  | 0          | 0          | 0          | 0          | 0         | 0         | 0      | 0      |
| 2006/07         | FC Volendam     | Eerste divisie  | 18         | 0          | 0          | 0          | 2         | 0         | 20     | 0      |
| 2007/08         | FC Volendam     | Eerste divisie  | 35         | 0          | 1          | 0          | -         | -         | 36     | 0      |
| 2008/09         | FC Volendam     | Eredivisie      | 30         | 1          | 5          | 0          | -         | -         | 35     | 1      |
| 2009/10         | FC Volendam     | Eerste divisie  | 37         | 0          | 1          | 0          | -         | -         | 38     | 0      |
| 2010/11         | FC Volendam     | Eerste divisie  | 34         | 1          | 3          | 1          | 4         | 0         | 41     | 2      |
| 2011/12         | FC Volendam     | Eerste divisie  | 33         | 1          | 2          | 0          | -         | -         | 35     | 1      |
| 2012/13         | FC Volendam     | Eerste divisie  | 32         | 1          | 1          | 0          | 4         | 0         | 37     | 1      |
| 2013/14         | FC Volendam     | Eerste divisie  | 37         | 2          | 1          | 0          | -         | -         | 38     | 2      |
| 2014/15         | FC Volendam     | Eerste divisie  | 38         | 1          | 3          | 0          | 4         | 1         | 45     | 2      |
| 2015/16         | FC Volendam     | Eerste divisie  | 36         | 0          | 1          | 0          | 2         | 0         | 39     | 0      |
| 2016/17         | FC Volendam     | Eerste divisie  | 35         | 2          | 4          | 0          | 1         | 0         | 40     | 2      |
| 2017/18         | FC Volendam     | Eerste divisie  | 27         | 1          | 1          | 0          | 0         | 0         | 1      | 1      |
| Club totaal     | Club totaal     | Club totaal     | 392        | 10         | 23         | 1          | 17        | 1         | 432    | 12     |
| Carrière totaal | Carrière totaal | Carrière totaal | 392        | 10         | 23         | 1          | 17        | 1         | 432    | 12     |

Bijgewerkt t/m 8 oktober 2018